# Royon
 Royon  es una población y comuna francesa, situada en la región de Norte-Paso de Calais, departamento de Paso de Calais, en el distrito de Montreuil y cantón de Fruges.

## Demografía
| 258 | 257 | 306 | 266 | 253 | 254 | 263 | 283 | 250 | 222 | 225 | 234 | 231 | 220 | 219 | 228 | 246 | 210 | 213 | 210 | 203 | 176 | 188 | 186 | 189 | 164 | 176 | 153 | 133 | 135 | 127 | 117 | 103 |
| Para los censos de 1962 a 1999 la población legal corresponde a la población sin duplicidades (Fuente: INSEE [Consultar]) |     |     |     |     |     |     |     |     |     |     |     |     |     |     |     |     |     |     |     |     |     |     |     |     |     |     |     |     |     |     |     |     |